# Гущин, Феофан Михайлович
Феофан Михайлович Гущин (1909-1975) — советский судостроитель, Герой Социалистического Труда (1963).

## Биография
Родился в городе Николаеве Херсонской губернии Российской империи в семье рабочего. Украинец. Получил неполное среднее образование.
В 1931—1933 годах проходил действительную срочную службу в рядах РККА. С 1933 года — слесарь-монтажник судостроительного завода № 445. Работал на установке главных двигателей, вало — и трубопроводов внутри отсеков судов.
С началом Великой Отечественной войны завод был эвакуирован в город Поти (Грузия). Работая слесарем 7-го разряда цеха № 4 судостроительного завода № 201, был квалифицированным специалистом по ремонту подводных лодок. Особенно отличился во время восстановительного монтажа подводных лодок М-30, М-114, М-115, М-116, прибывшие с Тихоокеанского флота. Член ВКП(б) с 1944 года.
После возвращения в Николаев до выхода на пенсию работал слесарем-монтажником, затем — бригадиром слесарей-монтажников на Николаевском судостроительном заводе имени 61 коммунара.

## Награды
Указом Президиума Верховного Совета СССР от 28 апреля 1963 года за выдающиеся заслуги в деле создания и производства новых типов ракетного вооружения, а также атомных подводных лодок и надводных кораблей, оснащенных этим оружием, и перевооружения кораблей Военно-морского флота", Гущину Феофану Михайловичу присвоено звание Героя Социалистического труда с вручением ордена Ленина и медали «Серп и Молот» (№ 8699).
Награждён двумя орденами Ленина (24.09.1954, 28.04.1963), орденом Трудового Красного Знамени (02.10.1950) и медалями.
Почетный гражданин города Николаева (16.09.1969).

## Ссылка
- Феофан Михайлович Гущин. Сайт «Герои страны».